# جيوفاني أنطونيو بولترافيو

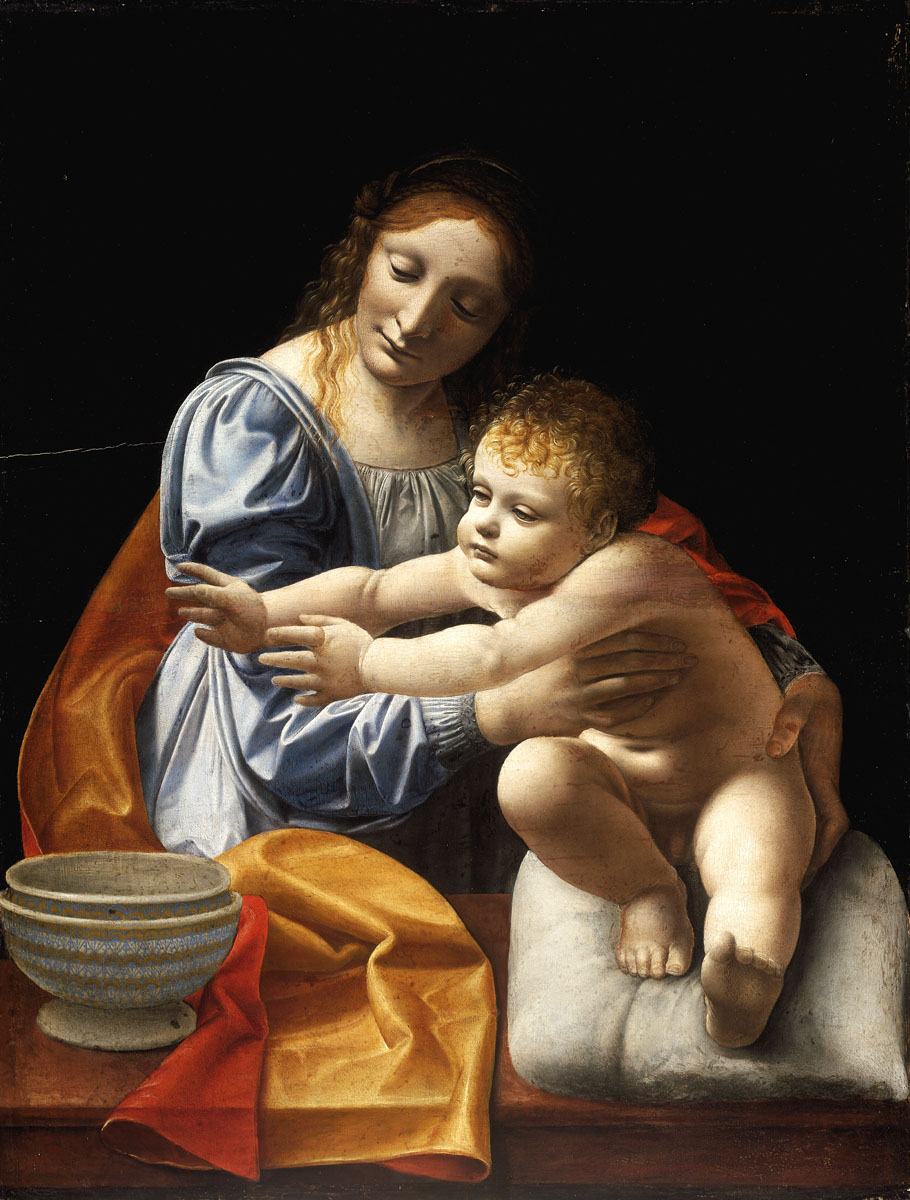
مادونا مع الطفل، متحف الفن التشكيلي في بودابست

جيوفاني أنطونيو بولترافيو (1466 أو 1467 - 1516) هو رسام إيطالي من لومبارديا. ينتمي لفترة النهضة العليا كان تلميذ ليوناردو دا فينشي وعمل معه. يُعد كل من بولترافيو ورناردينو لويني من أقوى الشخصيات الفنية التي برزت من استوديو ليوناردو. وفقاً لجورجيو فاساري، كان جيوفاني ابن عائلة أرستقراطية وولد في ميلانو.